# Róbert Hegedűs
Róbert Hegedűs (Budapest, 19 de febrero de 1973) es un deportista húngaro que compitió en piragüismo en la modalidad de aguas tranquilas. Ganó diez medallas en el Campeonato Mundial de Piragüismo entre los años 1994 y 2002, y diez medallas en el Campeonato Europeo de Piragüismo entre los años 1997 y 2002.
Participó en los Juegos Olímpicos de Atlanta 1996, donde finalizó noveno en la prueba de K2 1000 m.

## Palmarés internacional
| Campeonato Mundial | Campeonato Mundial        | Campeonato Mundial | Campeonato Mundial |
| Año                | Lugar                     | Medalla            | Evento             |
| ------------------ | ------------------------- | ------------------ | ------------------ |
| 1994               | Ciudad de México (México) | Medalla de bronce  | K4 500 m           |
| 1997               | Dartmouth (Canadá)        | Medalla de oro     | K2 200 m           |
| 1997               | Dartmouth (Canadá)        | Medalla de plata   | K4 200 m           |
| 1997               | Dartmouth (Canadá)        | Medalla de oro     | K4 500 m           |
| 1998               | Szeged (Hungría)          | Medalla de oro     | K2 200 m           |
| 1998               | Szeged (Hungría)          | Medalla de oro     | K4 200 m           |
| 1999               | Milán (Italia)            | Medalla de oro     | K2 200 m           |
| 1999               | Milán (Italia)            | Medalla de oro     | K4 200 m           |
| 2001               | Poznań (Polonia)          | Medalla de oro     | K4 200 m           |
| 2002               | Sevilla (España)          | Medalla de bronce  | K4 200 m           |
| Campeonato Europeo |                           |                    |                    |
| Año                | Lugar                     | Medalla            | Evento             |
| 1997               | Plovdiv (Bulgaria)        | Medalla de oro     | K2 200 m           |
| 1997               | Plovdiv (Bulgaria)        | Medalla de bronce  | K2 500 m           |
| 1997               | Plovdiv (Bulgaria)        | Medalla de oro     | K4 500 m           |
| 1997               | Plovdiv (Bulgaria)        | Medalla de oro     | K4 1000 m          |
| 2000               | Poznań (Polonia)          | Medalla de bronce  | K4 200 m           |
| 2001               | Milán (Italia)            | Medalla de plata   | K2 200 m           |
| 2001               | Milán (Italia)            | Medalla de oro     | K4 200 m           |
| 2002               | Szeged (Hungría)          | Medalla de oro     | K2 200 m           |
| 2002               | Szeged (Hungría)          | Medalla de bronce  | K4 200 m           |
| 2002               | Szeged (Hungría)          | Medalla de plata   | K4 500 m           |